# Virginijus Bitė
Virginijus Bitė (* 26. Mai 1981) ist ein litauischer Privatrechtler und Rechtsanwalt. Er ist Direktor des Instituts für Privatrecht der Mykolas-Romeris-Universität.

## Leben
Nach dem Abitur an der Mittelschule absolvierte Virginijus Bitė das Bachelor- und Masterstudium der Rechtswissenschaft an der Mykolas-Romeris-Universität in Vilnius. 2009 promovierte er zum Thema „Sale of Shares of Close Company as a Mean of Business Transfer“. Er lehrt Gesellschaftsrecht an der Rechtsfakultät der MRU. Von 2006 bis 2008 arbeitete er als Rechtsanwaltsgehilfe und seit 2008 ist er Rechtsanwalt. Er arbeitet in der Anwaltskanzlei Bitė ir Čaikovski ADJUTO.